# Jadwiga Gawrońska
Jadwiga Gawrońska   (Grudziądz, 23 de setembre de 1912 - Grudziądz, 29 de gener de 2004) va ser una atleta polonesa, especialista en curses de velocitat, que va competir entre les dècades de 1930 i 1930.
En el seu palmarès destaca una medalla de plata en la prova dels relleus 4×100 metres del Campionat d'Europa d'atletisme de 1938. Formà equip amb Otylia Kaluzowa, Barbara Ksiazkiewicz i Stanisława Walasiewicz. També guanyà 5 títols nacionals i obtingué 4 rècords nacionals.

## Millors marques
- 60 metres. 7,9" (1938)
- 100 metres. 12,8" (1937)
- 200 metres. 26,8" (1938)[1]